# 卡贾丽·比斯瓦斯
卡贾丽·比斯瓦斯（英語：Kajari Biswas，1977年11月24日—），印度外交官，现任印度駐澳大利亞珀斯總領事。
比斯瓦斯于2008年加入印度外事服务，曾于新德里的外交部担任政策、規劃與研究司副司長。
丈夫阿尼什·拉詹曾任印度駐南非德班總領事。